# Răscoala sârbilor din 1596–1597
Răscoala sârbilor din 1596–1597,[a] cunoscută și sub numele de Răscoala din Herțegovina din 1596–1597, a fost o rebeliune organizată de patriarhul sârb Jovan Kantul⁠(d) (1592–1614) și condusă de Grdan⁠(d), voievod al Nikšićilor⁠(d) împotriva otomanilor în sangeacul Herțegovinei⁠(d) și vilayetul Muntele Negru⁠(d), în timpul Războiului celui Lung (1593–1606). Răscoala a fost continuatoarea Răscoalei eșuate din Banat din 1594 și a apărut în urma arderii moaștelor Sfântului Sava la 27 aprilie 1595; ea a cuprins triburile Bjelopavlićilor, Drobnjacilor⁠(d), Nikšićilor și Piva⁠(d). Rebelii, învinși pe câmpia Gacko⁠(d) (Gatačko Polje⁠(d)) în 1597, au fost nevoiți să capituleze din cauza lipsei de sprijin extern.

## Context

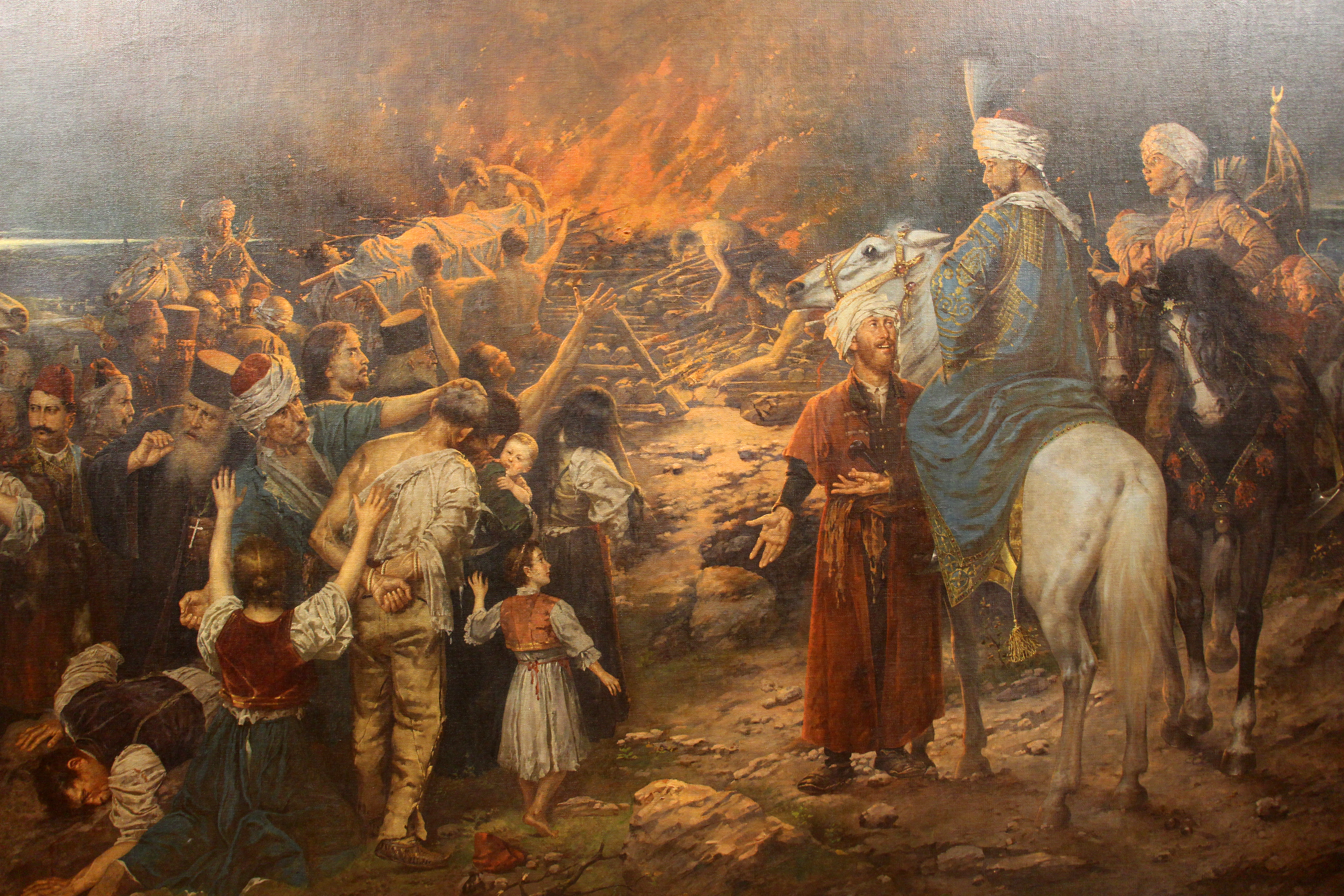
Arderea moaștelor Sfântului Sava după Răscoala din Banat i-a provocat pe sârbii din alte regiuni la răscoală împotriva otomanilor.

La începutul anului 1594, sârbii din Banat s-au răsculat împotriva otomanilor. Pentru răsculați, lupta lor era un război sfânt⁠(d), și aveau drapele de luptă cu icoana Sfântului Sava. Drapelele de luptă au fost sfințite de patriarhul Jovan Kantul⁠(d), iar răscoala a fost ajutată de mitropoliții ortodocși sârbi Rufim Njeguš⁠(d) de Cetinje și Visarion⁠(d) din Trebinje⁠(d) (s. 1590–1602). Ca răspuns, marele vizir otoman Koca Sinan Paşa a cerut să fie adus de la Damasc drapelul verde al lui Mahomed pentru a-l opune drapelului sârb și a ordonat ca sarcofagul care conținea moaștele Sfântului Sava să fie scos din mănăstirea Mileševa⁠(d) și transferat la Belgrad printr-un convoi militar. Pe parcurs, convoiul otoman omora toți oamenii din calea sa, ca un avertisment pentru rebeli. Otomanii au incinerat public moaștele Sfântului Sava pe un rug de pe platoul Vračar la 27 aprilie 1595 și au împrăștiat cenușa.
Incinerarea relicvelor lui Sava i-a provocat pe sârbi și a dat un imbold mișcării de eliberare a sârbilor. Din 1596, centrul activității antiotomane din Herțegovina a fost Mănăstirea Tvrdoš⁠(d) din Trebinje, unde s-a așezat Mitropolitul Visarion. Mulți dintre episcopii ortodocși au făcut apel la Arhiducatul Austriei pentru ajutor pentru eliberarea pământurilor lor. Uskokii⁠(d), trupe neregulate⁠(d) din Croația habsburgică, au sprijinit Austria, fiind împrăștiați pe toată zona dintre Senj și Ragusa (astăzi, Dubrovnik). În urma unui îndrăzneț raid din 8 aprilie 1596, uskokii au reușit chiar să ocupe cetatea Klis⁠(d), dar nu au reușit să o păstreze. La un moment dat, oficialii austrieci s-au gândit să întreprindă acțiuni militare în Bosnia, unde cavalerul de Malta, născut în Dalmația, Franjo Brtučević⁠(d), era în slujba lor. Ei nu au avut însă forța să lupte cu otomanii în Bosnia. Anterior, forțele austriece rezistaseră cu mare greutate împotriva otomanilor în Ungaria.

## Răscoala
În 1596, mișcarea de eliberare s-a răspândit în Muntenegrul otoman⁠(d) și la triburile vecine din Herțegovina, în special cele aflate sub influența mitropolitului Visarion. Dintre preoți, patriarhul Jovan se baza cel mai mult pe Visarion, iar dintre căpetenii, mai ales pe Grdan⁠(d), voievodul Nikšićilor. Un document ragusan de la începutul anului 1596 susținea că mitropolitul și mulți lideri din Herțegovina se adunaseră la Mănăstirea Trebinje unde au jurat „să dăruiească 20.000 de eroi luminii împăraților [austrieci]”. Rebelii au cerut ajutor de la austrieci și au cerut să li se înmâneze un drapel austriac pentru a le arăta otomanilor că au sprijinul cel puțin simbolic al acestora. La scurt timp după aceea, pe 8 aprilie 1596, Klis a fost capturat de uskoki, provocând un val de entuziasm în rândul creștinilor din Lika⁠(d) până în Herțegovina. La sfârșitul anului 1596, după izbucnirea răscoalei din Himara⁠(d), sârbii s-au ridicat la luptă împotriva otomanilor. Răscoala, condusă de Grdan, a izbucnit în Bjelopavlići, apoi s-a extins la Drobnjaci⁠(d), Nikšići⁠(d), Piva⁠(d) și Gacko⁠(d). Cu excepția Brđanilor⁠(d), triburile muntenegrene nu au participat la răscoală. La acea vreme, Derviș-Bei⁠(d), beiul de sangeac al Muntenegrului, i-a amenințat pe muntenegreni prin intemediul provveditorelui⁠(d) („supraveghetorului”) din Kotor.
Doi călugări sârbi, Damjan Ljubibratić⁠(d) și Pavle, au fost trimiși de patriarhul Jovan Kantul în solie la papa Clement al VIII-lea în 1597. Patriarhul Jovan l-a asigurat pe papă de „loialitatea și ascultarea” sa față de Biserica Romei și a căutat ajutor „pentru a elibera poporul sârb de sub otomani”. La curia⁠(d) papală, călugării au vorbit despre istoria sârbilor⁠(d) și, printre altele, i-au cerut papei să trimită o armată la Herceg Novi, care să-l ajute pe voievodul Grdan în luptă; triburile Zupcilor⁠(d), Nikšićilor, Piva, Banjanilor⁠(d), Drobnjacilor și Gacko au luat armele în mână. De acolo, ei aveau să meargă la Onogošt (Nikšić), unde se adunau toți conducătorii muntenegreni, din Dukađin și din ținuturile din apropiere. În cazul acțiunii, aceștia puteau aduna 100.000 de luptători. Se spunea că de când otomanii l-au luat sârbilor pe Sfântul Sava, „Dumnezeu nu-i mai ajută, creștinii îi omoară din toate părțile”. Curia i-a acuzat atunci pe călugări, că „[se roagă] lui Dumnezeu pentru Răul nostru”. Călugării i-au cerut papei, cu sprijinul conducătorilor spirituali și laici sârbi, să trimită un creștin respectabil să-i supravegheze.

Câmpia de la.

După eșecul mișcării sale în Albania, arhiepiscopul de Ohrid⁠(d), Atanasie⁠(d), se afla acum la Roma. Răscoala sârbilor nu a avut mai mult noroc; triburile herțegovinene, Drobnjacii, Nikšićii și Piva au început să lupte, dar au fost învinse pe câmpia Gacko (Gatačko Polje⁠(d)) de către Derviș Bei cândva în 1597.[b] Potrivit venețianului Lazzaro Soranzo (1599), Piperii⁠(d), Kučii⁠(d), Klimentii⁠(d), Bjelopavlićii și alții au încercat să se elibereze de tirania otomană și, auzind afirmația falsă că sultanul Mehmed al III-lea ar fi pierdut bătălia și ar fi murit în Asediul Egerului⁠(d), „toți s-au ridicat sub comanda voievodului Grdan și a fost un mare măcel de turci care se aflau pe pământul lor. În timp ce am încercat să aflu mai multe, am auzit contrariul, că s-au retras nefericiți în munții lor”; Pe baza relatării lui Soranzo, pe care a descris-o drept „cea mai interesantă și mai contradictorie notă despre mișcarea triburilor din Brda și Herțegovina la acea vreme”, istoricul muntenegrean Gligor Stanojević, credea că rebeliunea nu a avut amploarea unei revoluții naționale.
„[Au existat] răscoale sau rebeliuni spontane care au izbucnit adesea din cauza câte unui eveniment, după care s-au stins. Asemenea tulburări, insurecții sau rebeliuni au avut loc mai devreme sau mai târziu în toate părțile Balcanilor, iar turcii au reacționat la ele foarte rapid și eficient. Chiar dacă rebeliunile nu au avut urmări concrete, ele au fost doar încă o picătură de venin între cuceritori și popor.”—Gligor Stanojević
Când discuțiile dintre rebeli și papalitate nu au avut rezultat și nu a venit niciun sprijin extern, rebelii au fost nevoiți să capituleze în fața otomanilor. Ahmed-paša Dugalić⁠(d), beilerbei („guvernator”) al Bosniei, l-a iertat pe Grdan pentru faptele sale și nici măcar nu i-a confiscat pământurile sale din Nikšić.
„Rebelii au fost confruntați înainte de a putea realiza orice acțiune reală. Austria nu putea înainta spre Buda, cu atât mai puțin să ajungă în Bosnia sau Serbia; curia papală nu a ales să-i ajute pe rebeli; iar Spania avea problemele ei. Diplomații — diverși aventurieri — ce-i drept, bine intenționați, erau însă amatori, și schițaseră un tablou eronat și colorat ambelor părți. Unora le promiseseră mai mult decât puteau face, iar alotra le prezentaseră oportunitățile ca fiind mai mature decât erau în realitate. S-au făcut multe relatări false. [Rebelii] credeau cu naivitate că mesajele și promisiunile pe care le primiseră le vor aduce mai multe succese decât până atunci. Singura lecție învățată este că trebuie să fie mai precauți. Ocupați în Ungaria, Croația și pe coastă, otomanii erau dispuși să îi lase întrucâtva în pace pentru moment. La acel punct, niciunul dintre liderii mai de seamă din regiunile sârbești ale Imperiului Otoman nu au pățit nimic.”—Vladimir Ćorović

## Urmările și memoria
După eșecul răscoalei, mulți herțegovineni s-au mutat în Golful Kotor⁠(d) și Dalmația. Primele migrații sârbești mai importante au avut loc între 1597 și 1600. Grdan și patriarhul Jovan aveau să continue să planifice răscoale împotriva otomanilor în următorii ani. Jovan l-a contactat din nou pe papă în 1599, fără succes. Călugării sârbi, greci, bulgari și albanezi au vizitat curțile europene pentru a solicita ajutor. În primul deceniu al secolului al XVII-lea, au avut loc câteva lupte reușite ale muntenegrenilor împotriva otomanilor sub mitropolitul Rufim⁠(d). Tribul Drobnjacilor i-a învins pe otomani la Gornja Bukovica pe 6 mai 1605. Otomanii au ripostat însă în aceeași vară și l-au capturat pe voievodul Ivan Kaluđerović, care a fost în cele din urmă dus la Pljevlja și executat. De la adunarea de la mănăstirea Kosijerevo, din 18 februarie 1608, liderii sârbi au cerut curții spaniole și napolitane o acțiune decisivă în forță. Ocupată în alte zone, Spania nu putea face mare lucru în Europa de Est. Chiar și așa, flota spaniolă a atacat Durrës în 1606. În cele din urmă, la 13 decembrie 1608, Patriarhul Jovan Kantul a organizat o adunare la Mănăstirea Morača⁠(d), adunându-i pe toți liderii rebeli din Muntenegru și Herțegovina. Adunarea a negociat oficial cu Emanuel I trimiterea unei forțe pentru eliberarea Balcanilor, în schimbul „Coroanei Macedoniei”, solicitând totodată Papei Paul să acorde Bisericii Ortodoxe Sârbe privilegii speciale. „În părțile noastre”, au cerut ei, „nu vrem niciun iezuit, sau pe nimeni altcineva, care să vrea să-i întoarcă pe creștini către legea romană”. Jovan l-a asigurat că o armată de 20.000 de oameni, 25 de tunuri și arme pentru încă 25.000 care să fie distribuite în Balcani îl vor copleși pe sultanul otoman. După ani de planificare, nu s-a întreprins nimic concret, deoarece o astfel de operațiune „avea nevoie de sprijin naval și logistic spaniol”. Intențiile de rebeliune s-au stins încet prin 1609 până la sfârșitul anului 1610. Revolta din 1596–1597 avea să reprezinte un model pentru multiple răscoale anti-otomane din Bosnia și Herțegovina în secolele următoare.